# Oud Poelgeest

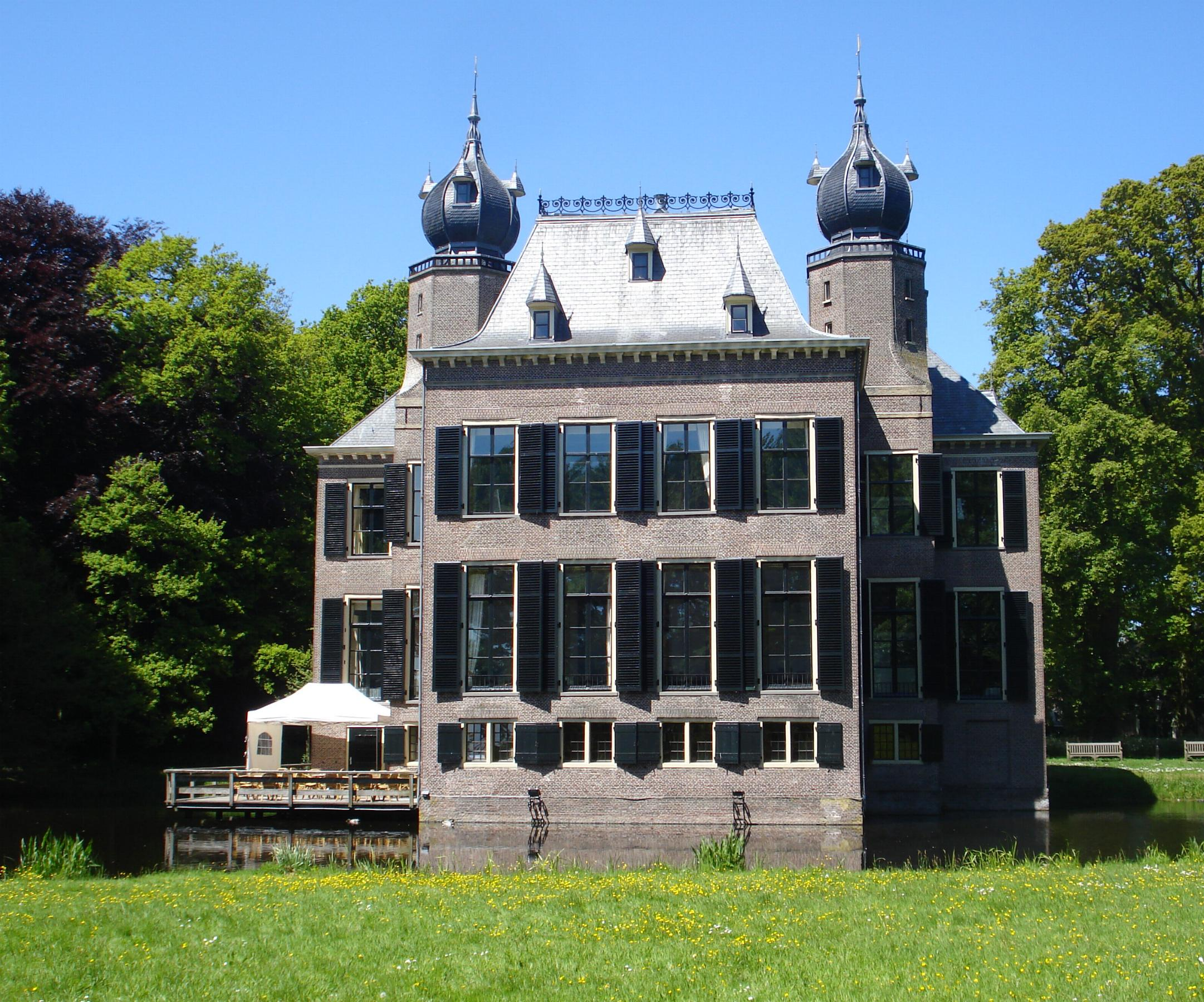
Herman Boerhaaves Haus Oud Poelgeest in Oegstgeest

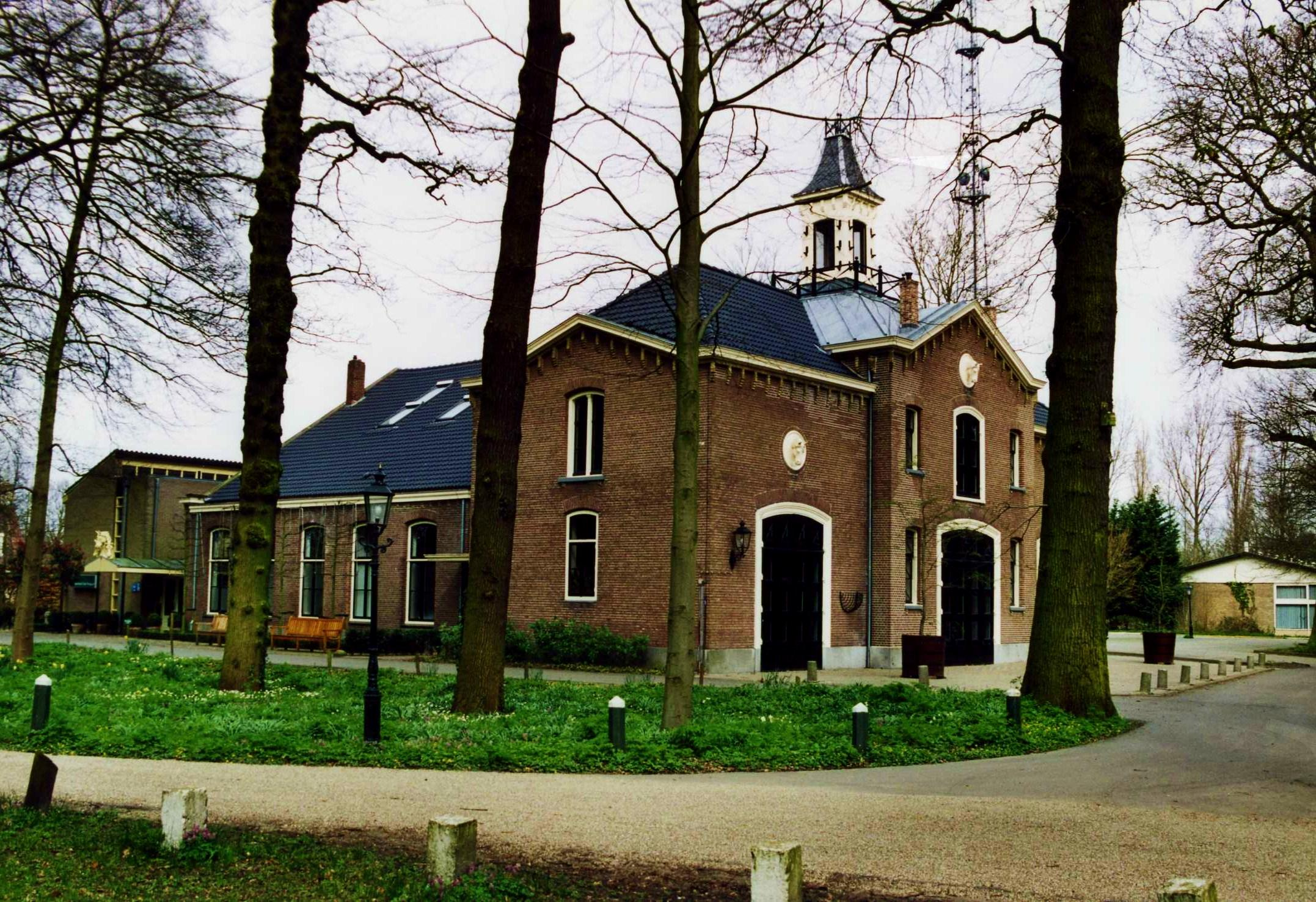
Kutschenhaus

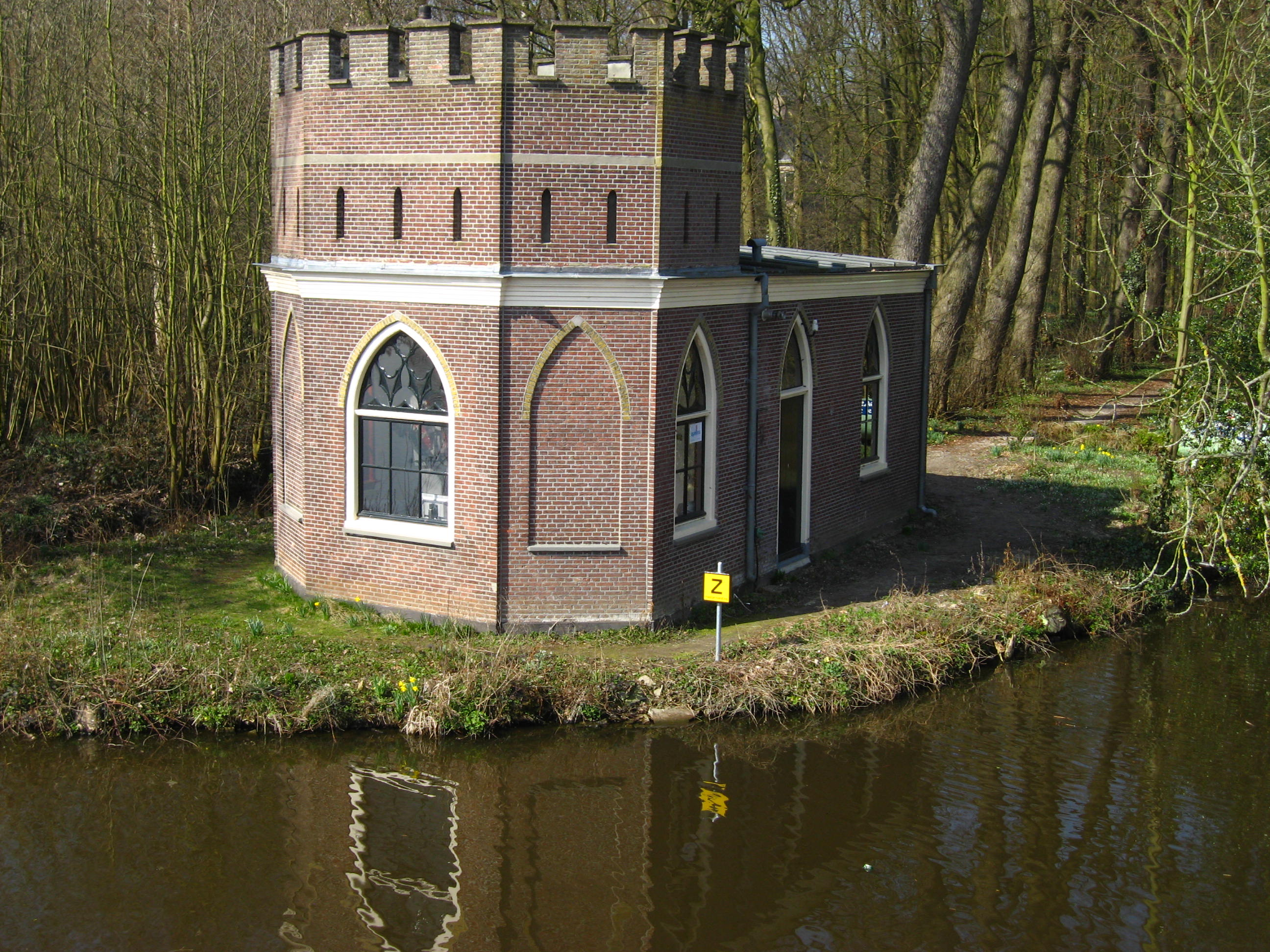
Kapelle

Oud Poelgeest ist eine niederländische Schlossanlage im südholländischen Ort Oegstgeest und war der Landsitz Herman Boerhaave.

## Schloss und Schlosspark
Das Schloss wurde 1668 auf den Fundamenten einer früheren Anlage im holländischen klassizistischen Stil erbaut. Erbauer war vermutlich der haarlemer Architekt Erasmus den Otter. Das frühere Schloss, dessen Steine noch im Umkreis zu finden sind, wurde 1574 von den Spaniern zerstört. Die Zwiebeltürme wurden 1866 von dem späteren Besitzer Gerrit Willink angebaut, der auch 1867 das Kutschenhaus und die Kapelle errichten ließ.
Boerhaave kaufte das Schloss 1724 und gestaltete den Garten für seine große botanische Sammlung, welche nicht mehr in das Hortus Botanicus Leiden passte. Sein Garten wurde noch zu Boerhaaves Lebzeiten berühmt und konkurrierte mit dem Hortus Hartecampensis, wo Carl von Linné eine Zeitlang tätig war. Boerhaave lebte bis 1733 in Oud Poelgeest. Besonders sehenswert sind die zahlreichen exotischen und seltenen Gewächse und Bäume im Garten. Ein von Boerhaave gepflanzter Tulpenbaum stand dort noch bis in die 1990er Jahre.
Heute ist Oud Poelgeest ein Hotel mit Konferenz- und Veranstaltungsräumen. Der Park mit den dazugehörenden Gebäuden stehen als Rijksmonument unter Denkmalschutz.

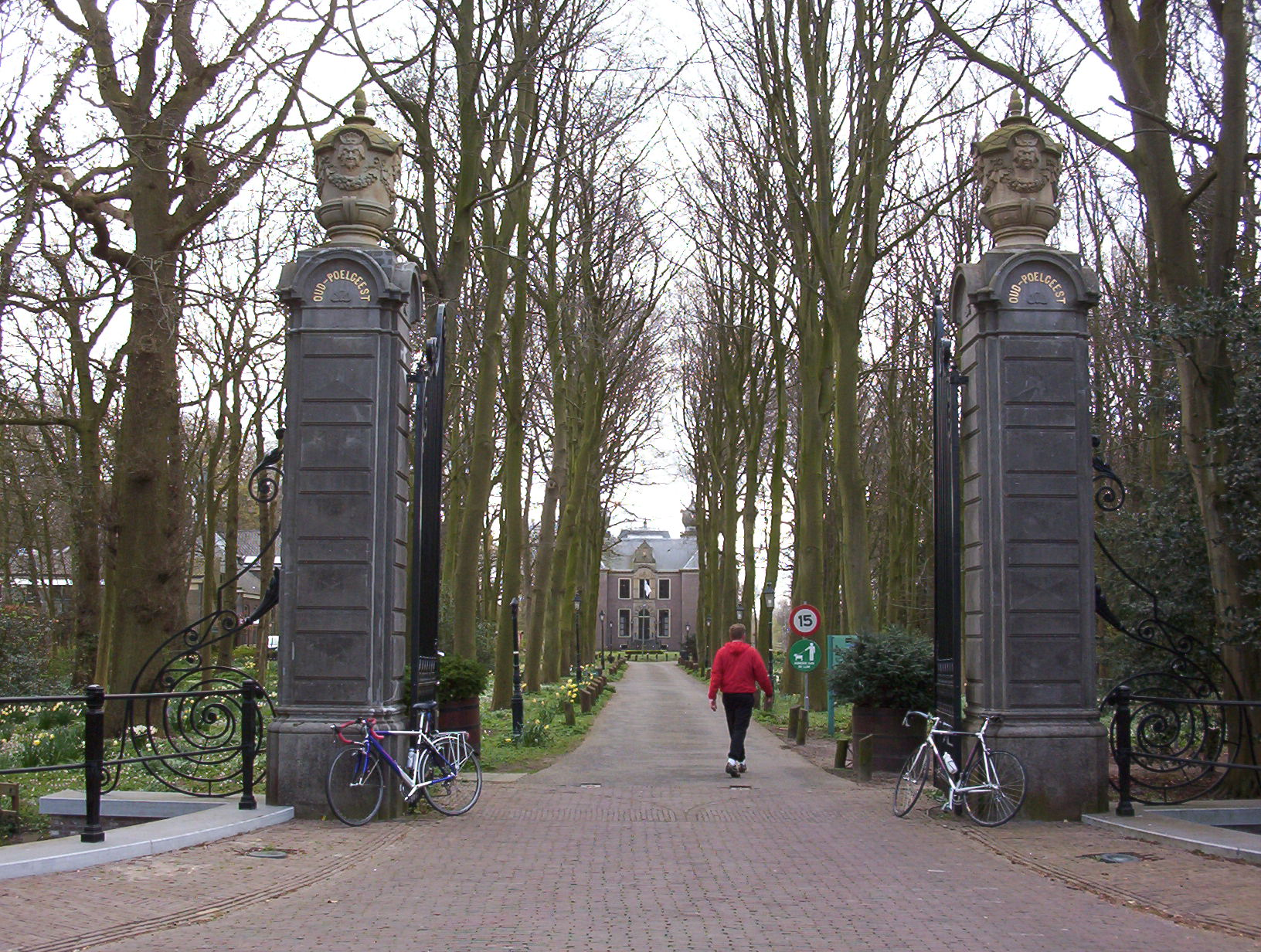
Tor zum Landsitz Oud Poelgeest
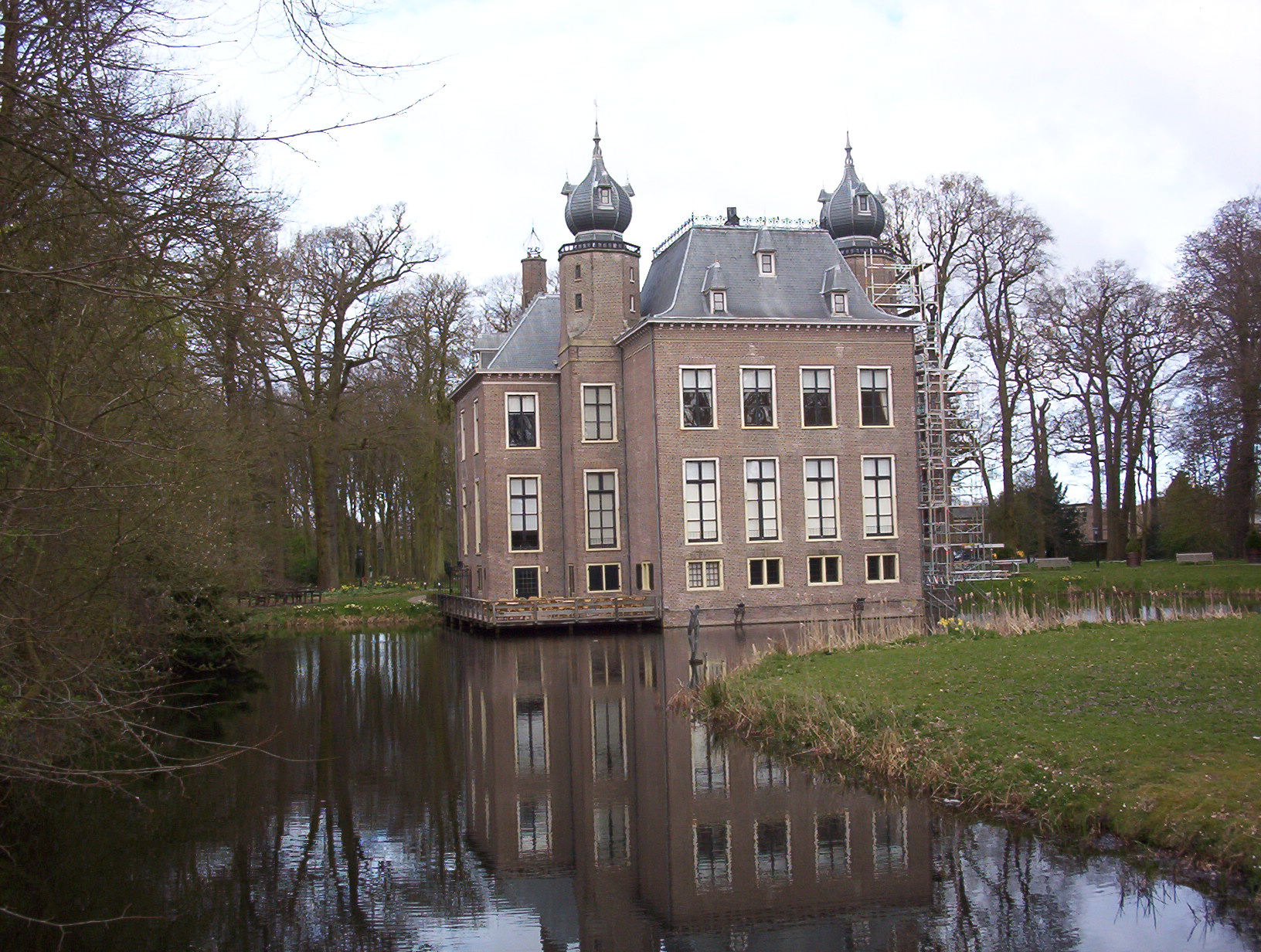
Oud Poelgeest rückwärtig mit Wassergraben
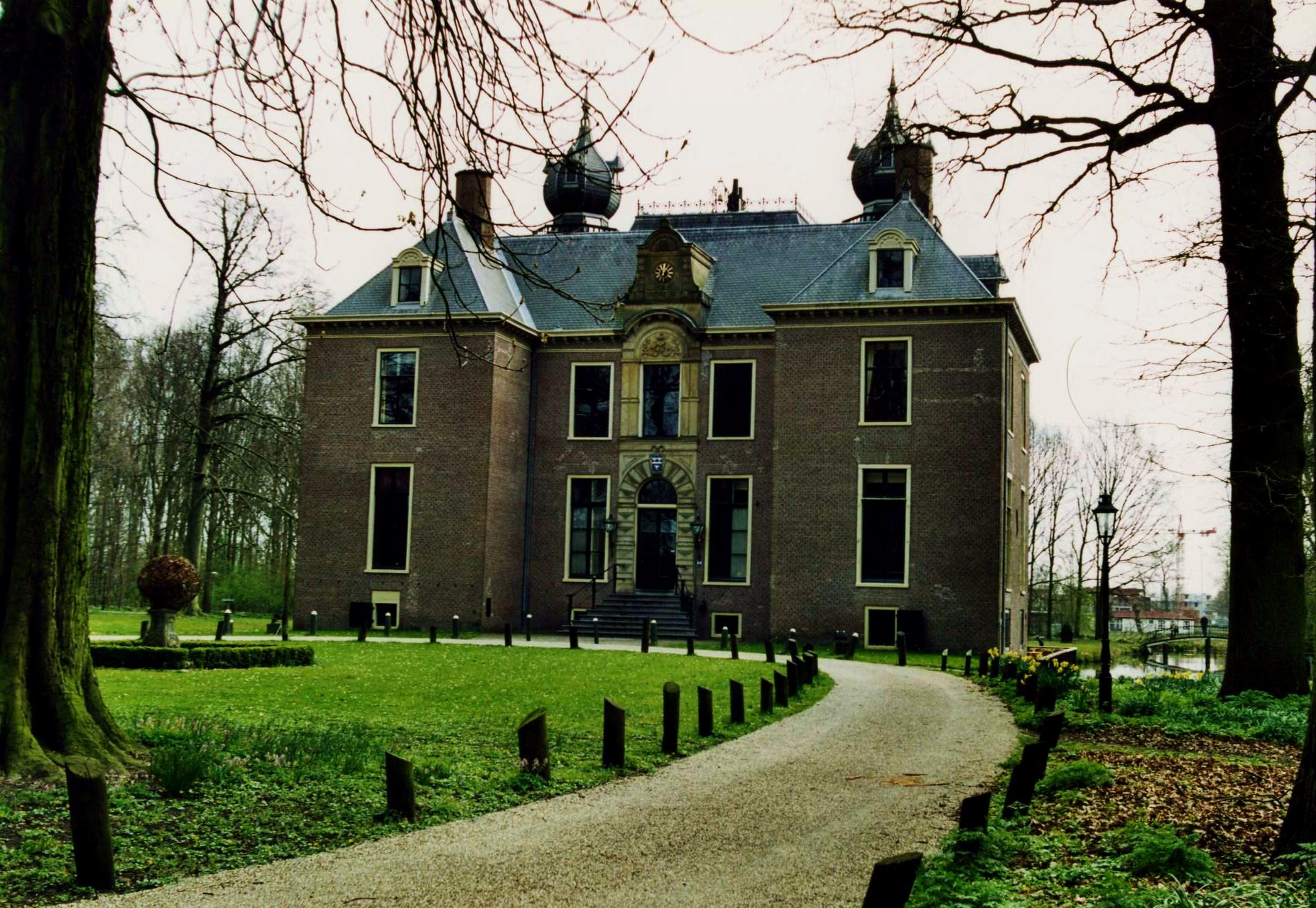
Das Schloss in der Vorderansicht
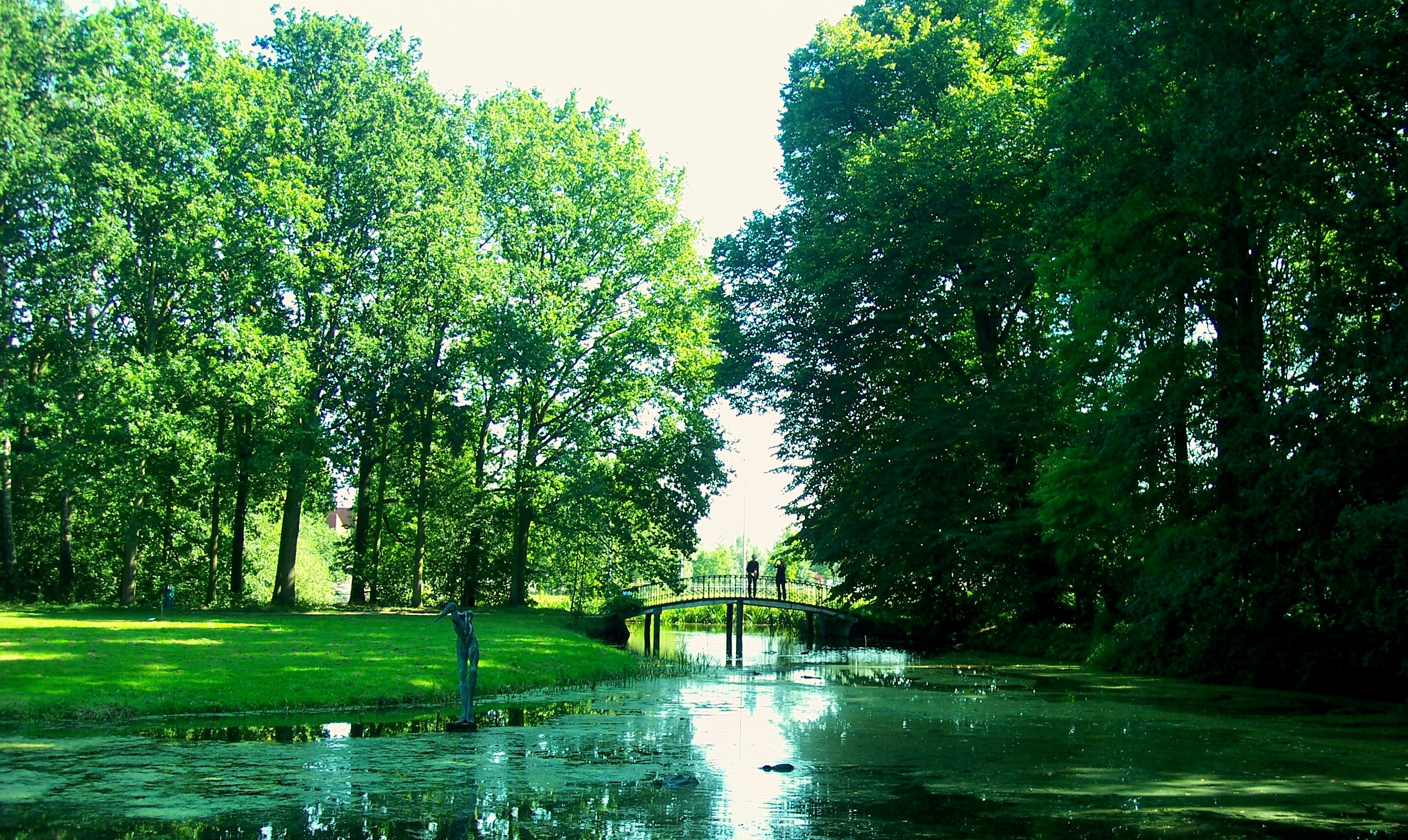
Brücke im Schlosspark
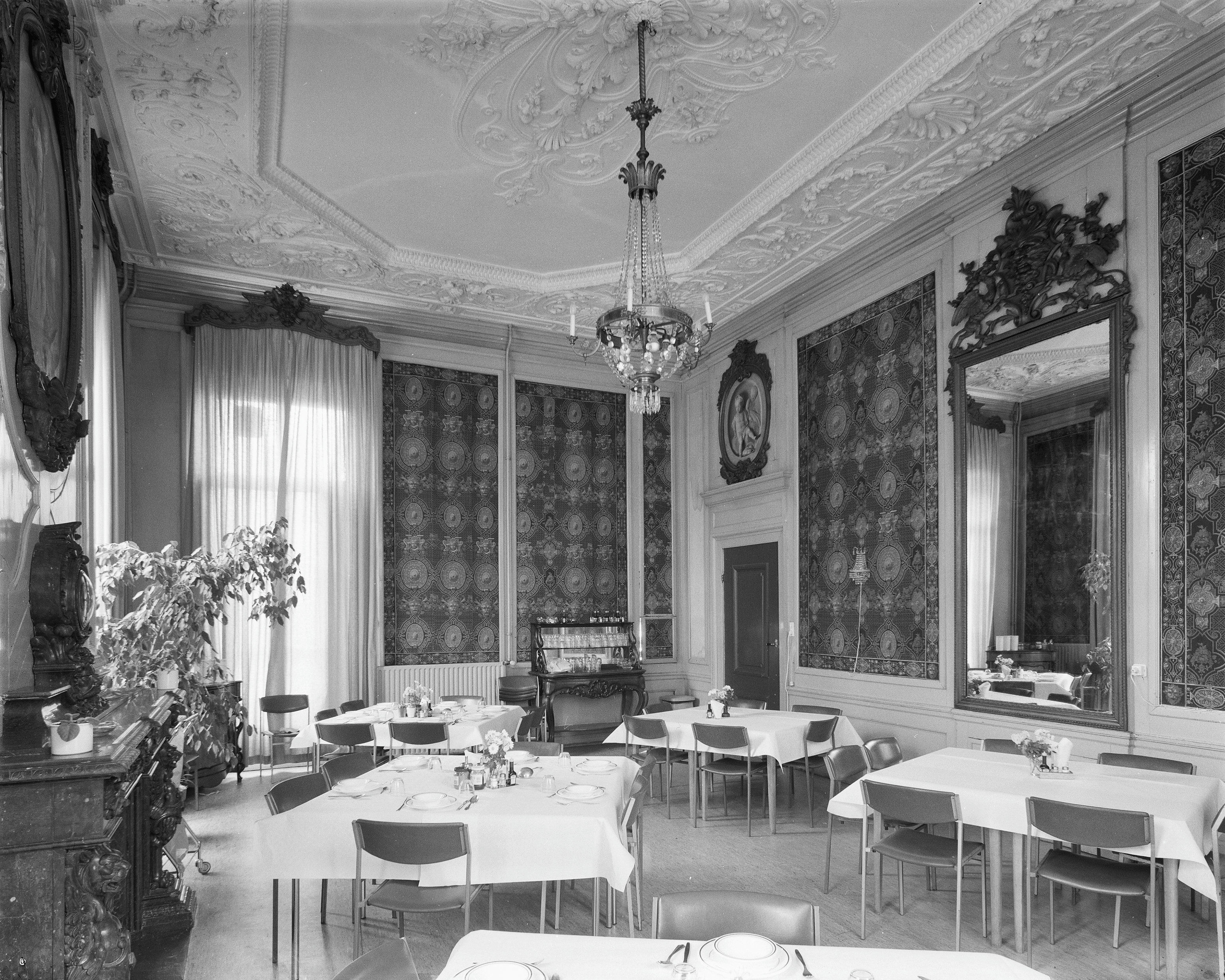
Drachensaal
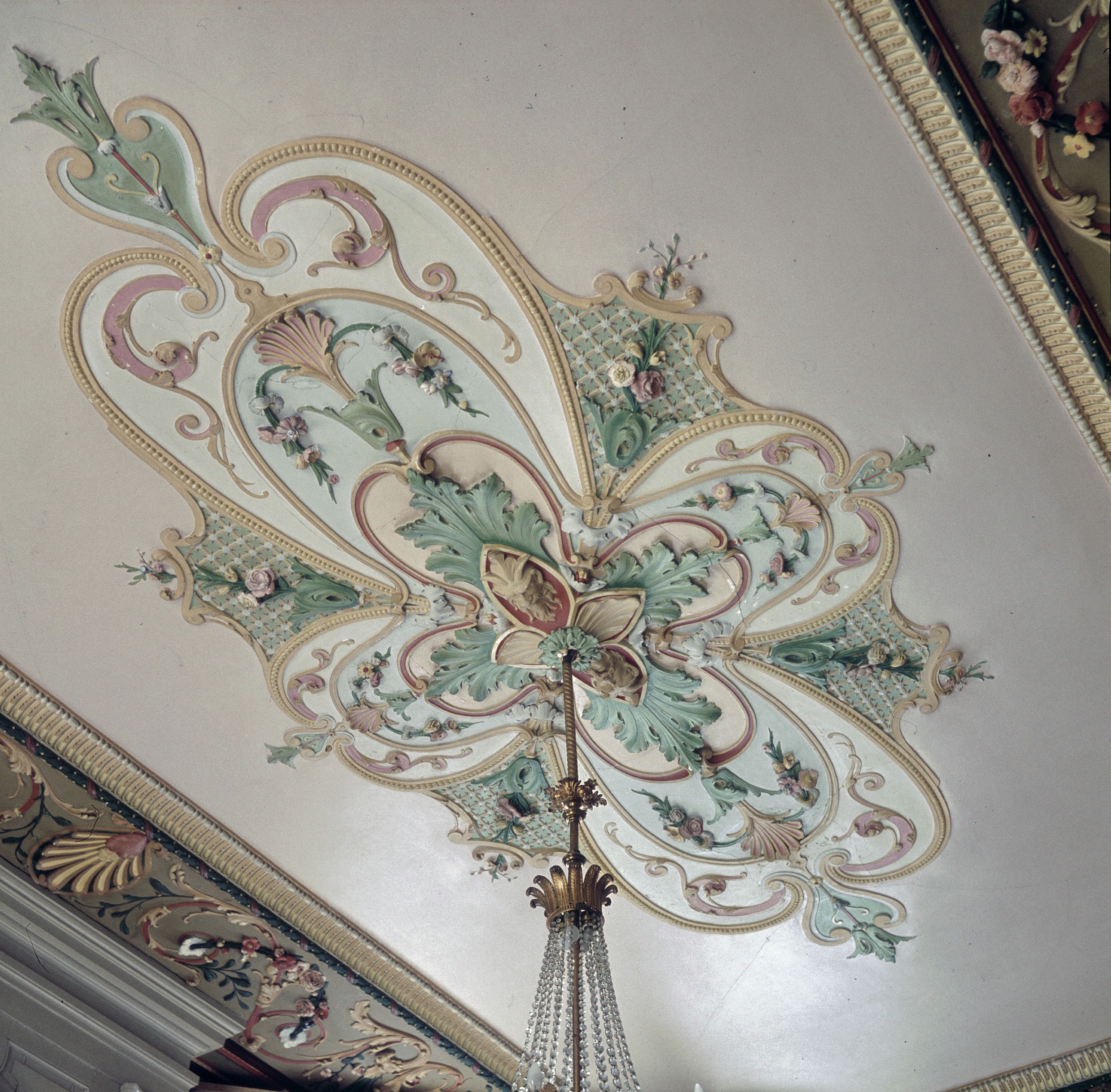
Stuckdecke im Drachensaal
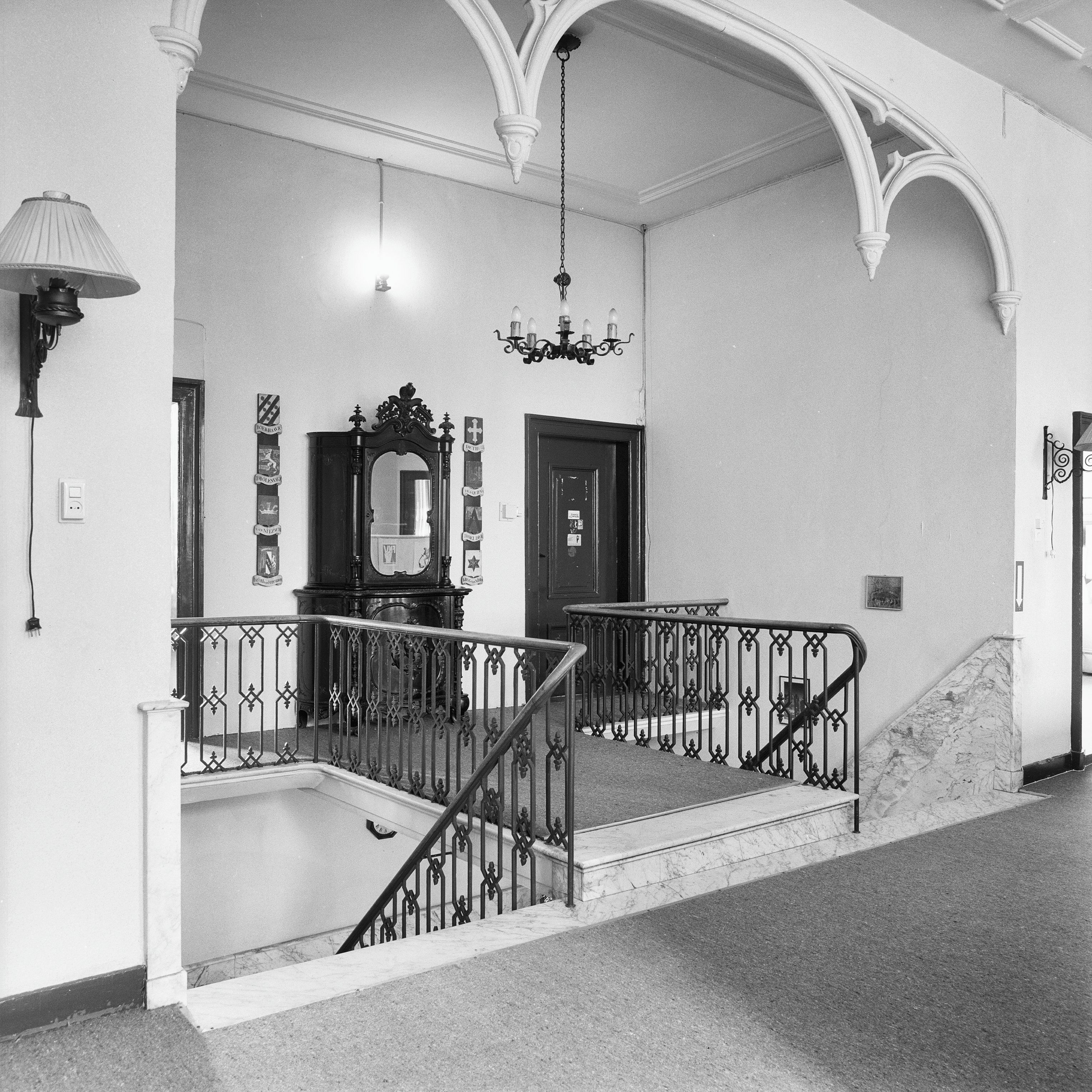
Treppenhaus in der ersten Etage
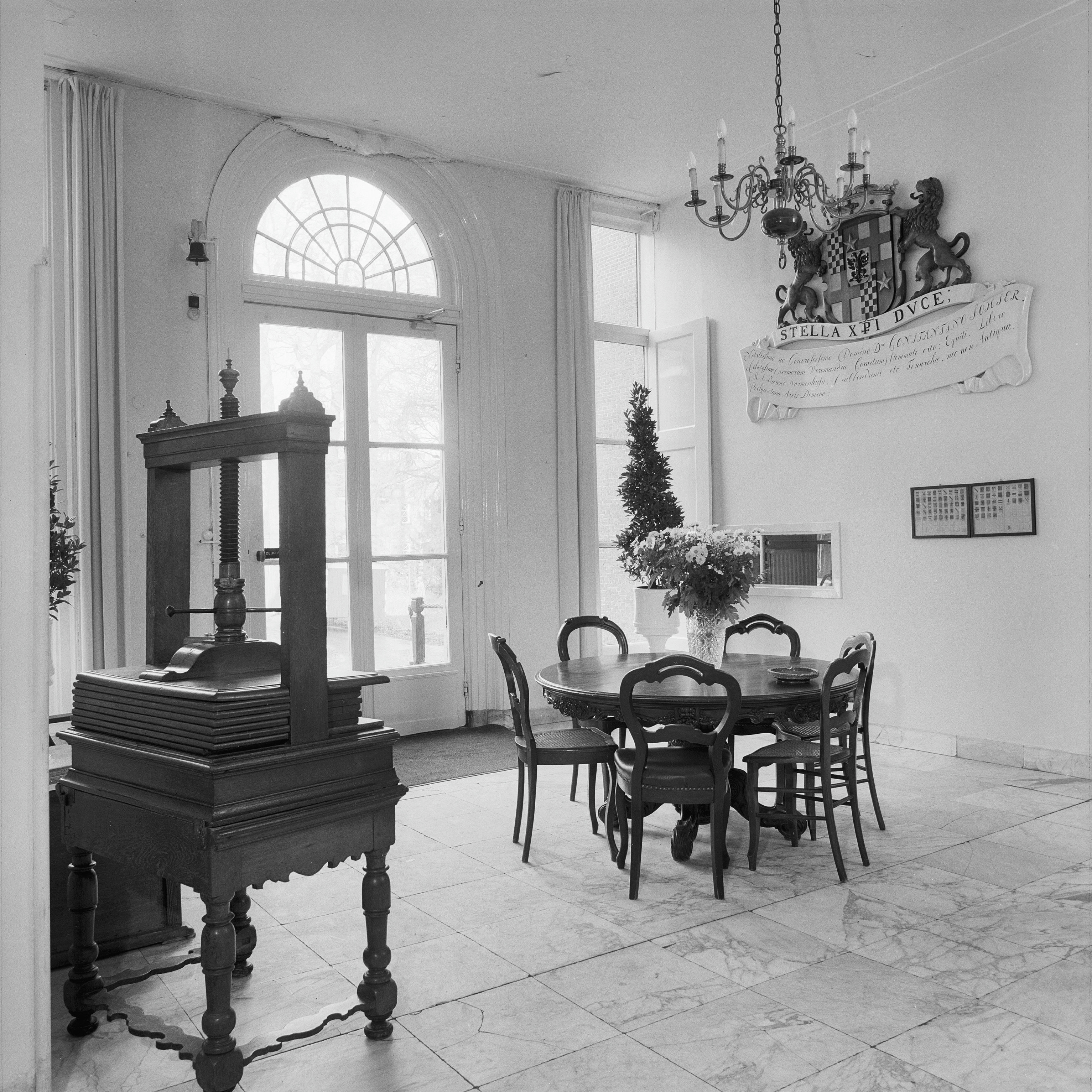
Parterre